# Jochen Coconcelli
Jochen Coconcelli (* 4. August 1984 in Süddeutschland) ist ein deutscher Mountainbike-Rennfahrer auf internationalem Feld.
Sein aktuelles Team ist in Rosenheim angesiedelt mit dem Namen Team Zwillingscraft. Sein erstes Team war das Team Mayer-Ultrasports für 2 Jahre. Dann wechselte er zu den Fumic-Brüdern nach Kirchheim für weitere 2 Jahre und startet für das Profi-Team F.B.I. Fumic Brothers International. Jochen Coconcelli startet bei vielen Rennen in Deutschland wie der Mountainbike-Bundesliga, ist bei internationalen Rennen dabei sowie Starts bei Weltcup-Rennen kann er schon verbuchen. Größte Ereignisse waren die Teilnahmen an den Weltmeisterschaften in Italien 2005 und den Europameisterschaften in Belgien im gleichen Jahr. Er gehörte dem Junioren-Nationalkader und dem U23-Nationalkader des Bundes Deutscher Radfahrer (BDR) an.
Aktuell fährt Jochen Coconcelli für den TSV Dettingen.